# Антифонт
Антифо́нт, также Антифо́н (др.-греч. Ἀντιφῶν; 480 год до н. э., Рамнунт — 411 год до н. э., Афины) — древнегреческий философ-софист, ритор, логограф и политик V века до н. э., учитель знаменитого историка Фукидида. В историографии существуют различные мнения относительно того, был ли философ и оратор Антифонт одним человеком, либо речь идёт о тёзках. Авторы большинства последних исследований XXI века считают, что философские и риторические сочинения были написаны одним человеком, а не разными людьми.
К сохранившемуся творческому наследию Антифонта относятся фрагменты нескольких философских трактатов и 15 судебных речей, три из которых написаны для реальных судебных процессов, а 12 — в качестве риторических упражнений. Отношение к Антифонту среди историков характеризуется весьма противоположными оценками. Одни воспринимают его первым идеологом анархизма, другие — адептом аморализма. Как античные авторы, так и современные историки считают Антифонта одним из наиболее видных интеллектуалов своего времени.
Политические взгляды Антифонта можно определить как антидемократические. В 411 году до н. э. он стал одним из лидеров олигархического «переворота Четырёхсот». После поражения олигархов и возврата демократии Антифонта осудили на смертную казнь.

## Проблема идентификации. Историография
В Древних Афинах имя «Антифонт» было нередким. Это привело к тому, что уже в Античности возник вопрос относительно того, являются ли упомянутые в различных источниках Антифонты различными людьми, либо речь идёт об одном человеке. В энциклопедическом словаре классической древности Паули-Виссова перечислено восемнадцать Антифонтов (оратор под номером 14, а софист — 15), некоторые из которых могут быть одними и теми же людьми. В просопографической монографии профессора Д. Нейлз, посвящённой Платону и Сократу, выделено семь различных Антифонтов V—IV веков.
В целом в историографии работ об Антифонте не очень много. Он не стал персонажем, который вызывает у историков живой интерес. Первым в России, кто стал изучать его наследие, был В. К. Ернштедт. В XIX веке им были опубликованы две, посвящённые филологическим аспектам наследия Антифонта, работы. Большое количество работ, включая одну монографию, об Антифонте написал историк С. Я. Лурье. В них он отрицал тождественность Антифонта-софиста и Антифонта-оратора. Также Лурье создал оригинальную биографию софиста, которую другой отечественный учёный А. Ф. Лосев назвал «фантастической комбинацией источников». Лурье представил Антифонта-оратора и Антифонта-софиста не только различными, но и противоположными персонажами. Оратору он приписал консервативные и реакционные взгляды, а софиста представил выразителем радикально-демократических взглядов и основоположником анархизма. Несмотря на отсутствие серьёзной аргументации, его точка зрения была преобладающей в отечественной историографии советского периода по той простой причине, что больше данным античным философом никто из учёных не занимался. В зарубежной историографии Антифонту посвящены многочисленные статьи, а также монографии Э. Хайча «Antiphon aus Rhamnus» 1984 года, Ж. Пендрика «Antiphon the Sophist: The Fragments (Cambridge Classical Texts and Commentaries, Series Number 39)» 2002 года, М. Гагарина «Antiphon the Athenian: Oratory, Law, and Justice in the Age of the Sophists» 2002 года. В наиболее важных исследованиях о софистах Антифонту уделено крайне мало внимания. И это несмотря на то, что его «Тетралогии» являются наибольшими из сохранившихся софистических текстов. Причиной такой «несправедливости» стало разделение Антифонта-софиста и оратора.
В зарубежной историографии также нет единой точки зрения о тождестве либо различии Антифонта-софиста и Антифонта-оратора. Если в первой половине XX века преобладала точка зрения «разделителей», то затем перевес начал склоняться в сторону «унитариев». После публикации исследования М. Гагарина «The Ancient Tradition on the Identity of Antiphon» 1990 года в журнале «Greek, Roman, and Byzantine Studies» в историографии стала превалировать точка зрения «унитариев».
Один из основных аргументов «разделителей» — различия стиля в философских и риторических трактатах авторства Антифонта — не может быть признан убедительным. Произведения различных литературных жанров предполагают и различие стиля. Нет ничего удивительного, что высокообразованный античный афинский прозаик мог, в зависимости от необходимости, использовать различные стили написания своих трудов. Гагарин также детально остановился на другом аргументе «разделителей» — отображении различных взглядов в антифонтовских сочинениях. По их мнению, идеолог олигархии не мог высказывать мысли, которые позволили Лурье записать философа в первые идеологи анархизма. Гагарин использовал аргумент по аналогии. Если бы в античных источниках не было детального описания Крития, то его также можно было бы представить Критием-философом, Критием-драматургом и Критием-политиком с различными взглядами. То же самое можно сказать и об Антифонте. Человек в течение жизни часто меняет собственное мнение по тому или иному вопросу. К тому же софисты были утилитаристами. Основной целью их речей было достижение цели, а не поиск истины или справедливости. Соответственно нет ничего странного, что для большей убедительности для судей Антифонт говорил не то, что думал на самом деле.
Наиболее ранние упоминания Антифонта у Аристофана, Фукидида и Лисия не дают никаких оснований для разделения его на несколько персонажей. Первым по времени написания свидетельством, которое даёт возможность предположить раздельное существование оратора и софиста, является глава из «Воспоминаний о Сократе» Ксенофонта. В нём он, хоть и говорит об одном человеке, называет его «софистом Антифонтом». «Разделители» посчитали, что таким образом Ксенофонт идентифицировал одного из нескольких Антифонтов. Гагарин смог убедительно опровергнуть данный аргумент. В Древней Греции слова «оратор» и «софист» не были антонимами. Горгий, Протагор, Фрасимах и другие софисты были также знаменитыми ораторами. Более того, софистика изучала риторику для использования во время речей в суде и на народных собраниях. Соответственно, если бы Ксенофонт хотел противопоставить Антифонта-софиста оратору, то он бы использовал другой термин. Учёный соглашается с тем, что Ксенофонт добавлением «софист» хотел идентифицировать конкретного Антифонта. В описываемое время жили как минимум несколько заметных Антифонтов — архонт-эпоним 418—417 годов до н. э., брат Платона, стратег-триерарх и поэт. Таким образом, в свидетельстве Ксенофонта нет никакой информации, которая могла бы указать на раздельное существование Антифонта-софиста и оратора.
Отцом «антифонтовского вопроса» стал греческий учёный Дидим Халкентер (63—10 годы до н. э.). Труд, в котором был описан Антифонт, не сохранился. Соответственно учёным неизвестно, какие он использовал аргументы для разделения оратора и софиста. Дело Дидима продолжил Гермоген Тарсский. В более поздних жизнеописаниях царит полная неразбериха относительно идентификации отдельных Антифонтов. Так, Псевдо-Плутарх отождествил Антифонта софиста и поэта, а Филострат — софиста и стратега.
Современные историки придерживаются одной из двух версий относительно идентичности Антифонта-философа и Антифонта-оратора. Так, к примеру, историки С. Я. Лурье и Ж. Пендрик считали их разными людьми, в то время как Д. Нейлз и М. Гагарин — одним человеком. С. Я. Лурье в монографии, посвящённой Антифонту-софисту, отождествляет его с Антифонтом-поэтом, который погиб при дворе сиракузского тирана Дионисия Старшего.
Статьи об Антифонте можно подразделить на исследования общего характера, в том числе и осуждения после свержения «олигархии Четырёхсот», хронологии его сочинений, анализ отдельных работ,

## Биография
Антифонт родился в семье Софила в расположенном на северо-восточной границе Аттики городе Рамнунт. По происхождению он принадлежал к классу провинциальной аттической аристократии — демотевтам. Датой рождения Антифонта источники называют год вторжения в Элладу персов, то есть 480 год до н. э.
В молодости Антифонт познакомился и проникся идеями софистов, которые открыли ему широкие перспективы. Он стал не только учителем красноречия, но и первым афинским логографом — платным сочинителем судебных речей. Среди учеников Антифонта особо выделяют знаменитого историка Фукидида. Интерес к особенностям общественной и политической деятельности у софистов, в том числе и Антифонта, сочетался с изучением естественных и точных наук. Так, сохранились свидетельства о попытках Антифонта решить задачу о квадратуре круга и найти объяснение метеорологических явлений. Также он приобрёл известность как толкователь сновидений. В его деятельности можно выделить как минимум два мотива — принципиальную идеологическую позицию противника демократии и любовь к деньгам. Сребролюбие Антифонта высмеял комедиограф Платон. О нём также писал ученик Сократа Ксенофонт. В то же время не вызывает сомнения утверждение ученика Антифонта Фукидида о том, что тот своим искусством красноречия и знаниями помогал единомышленникам.
Антифонт был одним из первых, наряду с «отцом риторики» Горгием, теоретиков ораторского искусства, а также первым афинским прозаиком, чьи сочинения сохранились. Исходя из тематики судебных речей, Антифонт специализировался на процессах об убийствах.
Важным для понимания политических взглядов Антифонта являются тематика его судебных речей и особенности судопроизводства в Древних Афинах. Тематика всех сохранившихся речей тем или иным образом связана с убийствами. Дела об убийствах рассматривались не в общественном суде-дикастерии, куда судьи-гелиасты набирались путём случайной жеребьёвки из всех граждан, а в ареопаге, где заседали бывшие архонты. Они, в отличие от гелиастов, были хорошо осведомлены об афинском законодательстве и пользовались большим уважением. Суд ареопагов состоял преимущественно из аристократов. Успех Антифонта как логографа, с учётом особенностей жанра его речей, может свидетельствовать о популярности его идей и влиянии именно в аристократической среде.
В 415 или 414 году до н. э. Антифонт затеял судебную тяжбу со стратегом Демосфеном. Он подал «жалобу на противозаконие». Полководец, в свою очередь, подал встречный иск. Чем закончился процесс неизвестно, так как вскоре Демосфен с войсками отплыл на Сицилию, где и погиб. Состояние источников таково, что сделать выводы о деталях противостояния и мотивах тяжбы Антифонта с Демосфеном практически невозможно.
Парадокс политической жизни в Древних Афинах состоял в том, что шовинизм был характерной чертой сторонников демократии, которая предполагала правление не всего народа, а лишь полноправных граждан — демоса. Радикальные для своего времени утверждения о равенстве эллинов и варваров, защита интересов подвластных Афинам полисов от чрезмерного произвола и грабежа при взимании фороса со стороны демоса привели к появлению в исторической литературе мнения о демократизме либо даже анархизме Антифонта. В реальности он являлся сторонником олигархии, чьи взгляды с течением времени становились всё более оппозиционными к демократическому типу правления в Афинах. В целом такая позиция была характерной для интеллектуалов Древних Афин. Идеалом для софистов был период просвещённого правления Перикла. После его смерти демократия в Афинах стала трансформироваться в охлократию. Один из лидеров радикальных демократов Клеон заявил: «Необразованность при наличии благонамеренности полезнее умственности, связанной с вольномыслием. Действительно, более простые и немудрящие люди, как правило, гораздо лучшие граждане, чем люди более образованные. Ведь те желают казаться умнее законов». В таких условиях образованные граждане стали склоняться к олигархии. Антифонт входил в гетерию Фриниха. На первых порах он сознательно «держался в тени», не афишировал своего влияния вплоть до олигархического «переворота Четырёхсот». Фукидид назвал Антифонта истинным его вдохновителем. Когда внутри нового правительства возник раскол на «крайних» и «умеренных», Антифонт остался на стороне радикальных олигархов. Он был сторонником скорейшего заключения мира со Спартой на «любых сколько-нибудь умеренных условиях». Вместе со своим давним другом и соратником Фринихом Антифонт стал во главе посольства афинян к лакедемонянам.
Среди коллегии Четырёхсот верными союзниками Антифонта были Архептолем и Ономакл. У Псевдо-Плутарха приведён текст псефизмы суда над Антифонтом после свержения олигархии Четырёхсот. Непосредственным обвинителем проигравших олигархов был Андрон, а инициатором судебного разбирательства — политик Ферамен. На суде Антифонт с Архептолемом были приговорены к смерти. Их имущество подлежало конфискации, дома — сносу, потомки — лишению гражданских прав. После осуждения афинский трагик Агатон похвалил защитную речь Антифонта. На это философ ответил, что похвала одного достойного человека для него важнее, чем осуждение со стороны демоса.

## Реконструкция биографии Антифонта С. Я. Лурье
Историк С. Я. Лурье в монографии, посвящённой персонажу, предложил собственную реконструкцию его биографии. Другой отечественный учёный А. Ф. Лосев назвал её «фантастической комбинацией источников». Начальным пунктом реконструкции С. Я. Лурье стал один из схолиев к комедии Аристофана, в которой упоминался некий Антифонт. Согласно анонимному схолиасту Антифонт происходил из знатного афинского рода, а его отцом был известный и влиятельный стратег Андокид. С. Я. Лурье цитирует Плутарха, трактат «Жизнеописания десяти ораторов» Псевдо-Плутарха и византийский энциклопедический словарь X века «Суда», согласно которым отец Антифонта Андокид происходил из знатного афинского рода Кериков. В молодости Антифонт вёл разгульную жизнь. Об этом, по мнению С. Я. Лурье, свидетельствуют упоминания Антифонта в компании актёров в комедии Аристофана «Осы». Возможно, он и сам пытался сочинять трагедии. Неподобающее для аристократа поведение стало причиной разрыва с отцом. Антифонта изгнали из семьи и лишили наследства. Молодому аристократу пришлось самостоятельно зарабатывать средства на жизнь. Воспользовавшись своими полученными в молодости знаниями, Антифонт открыл школу, в которой за плату обучал философии. Его трактаты получили скандальную известность. Это привлекало в его школу новых учеников. К их числу относились Критий, Алкивиад и Гипербол, которые впоследствии стали знаменитыми политиками. Кроме философии, Антифонт зарабатывал на жизнь толкованием сновидений.
Антифонт под конец жизни переехал на Сицилию ко двору сиракузского тирана Дионисия Старшего. Там он был приговорён к смерти, скорее всего, за участие в одном из заговоров против Дионисия. Антифонт до конца жизни сохранил присущее философам самообладание. Когда другие приговорённые к казни стыдились проходить через толпу сограждан и закрывали лицо, то Антифонт «успокоил» их словами: «Чего вы застыдились, не боитесь ли вы, что кто-нибудь из этих людей увидит вас завтра?»
С. Я. Лурье на основании своей реконструкции впоследствии написал художественный рассказ о жизни Антифонта: «Антифонт — враг рабства».

## Антифонт и Сократ

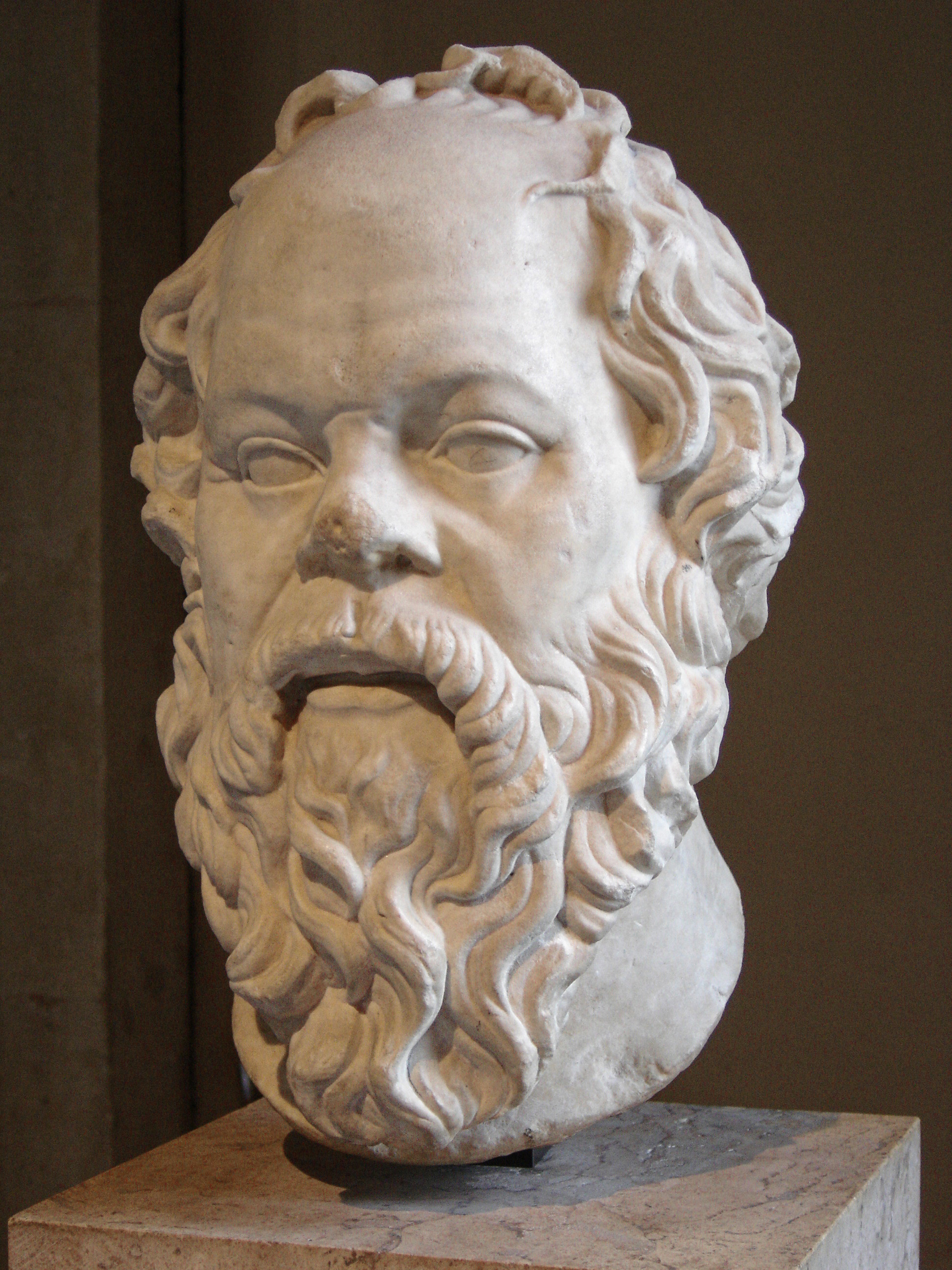
Римская копия бюста Сократа авторства Лисиппа. Лувр

Антифонт, как и Сократ, был гражданином Афин. Оба философа жили в V веке до н. э. Их знакомство представляется не просто возможным, но и предопределённым особенностями полисной жизни Древних Афин. В жизни и учении двух философов можно найти как много различий, так и общего. Сократ, как и Антифонт, создал собственную школу, имел множество учеников. Некоторые из них могли быть учениками обоих философов. В Сократе, как и в Антифонте, афиняне видели врага демократии. Антифонта, как и Сократа, суд гелиастов приговорил к смерти. Оба философа отказались бежать и приняли, как им казалось, незаслуженную казнь. В то же время их можно рассматривать как двух «зеркально» противоположных людей. Их различия отобразил Ксенофонт в «Воспоминаниях о Сократе». На момент казни Антифонта в 411 году до н. э. Ксенофонту было около 19 лет. Теоретически он мог быть свидетелем споров двух философов. Знакомство Ксенофонта с трудами Антифонта у современных историков не вызывает сомнений. В «Анабасисе» Ксенофонт полемизирует с Антифонтом, который использует характерные для его сочинений лингвистические конструкции.
Беседам Антифонта с Сократом посвящена одна из глав «Воспоминаний о Сократе» Ксенофонта. По своей сути, она представляет пересказ трёх разговоров между философами. Ксенофонт выстраивает их диалоги особым образом. Антифонт намеренно отвлекает Сократа от беседы с учениками. Таким образом он стремится подорвать авторитет Сократа, представить его не мудрецом, а дилетантом, который проповедует ложные истины и «вредные» для слушателя убеждения. Ответы Сократа направлены в первую очередь к ученикам, а не к Антифонту, которого интересует не истина, а практические вопросы расширения собственной школы, деньги и власть.
В вопросах и ответах Антифонта и Сократа учёные видят практические различия софистики, которая предполагала в первую очередь получение выгоды, и сократической, направленной на поиск истины философии. В изложении Ксенофонта главным мотивом деятельности Антифонта была жадность. Встаёт вопрос, насколько достоверен данный образ. Кроме Ксенофонта, сребролюбие Антифонта высмеял комедиограф Платон. Возможно, Антифонт в «Воспоминаниях о Сократе» представляет собой собирательный образ враждебного Сократу софиста.
| Антифонт | Сократ |
| --- | --- |
| Сократ! Я думал, что люди, занимающиеся философией, должны становиться счастливее от этого; а ты, мне кажется, вкушаешь плоды от неё противоположные | Так вот, от всего этого, как ты думаешь, получается ли столько удовольствия, сколько от сознания того, что и сам совершенствуешься в нравственном отношении и друзей делаешь лучше? … А когда нужна помощь друзьям или отечеству, у кого больше времени заботиться об этом, — у того ли, кто ведёт такой образ жизни, как я, или такой, который тебе кажется счастьем? Кому легче быть в походе, — кто не может жить без роскошного стола, или кто довольствуется тем, что есть? Кого скорее можно вынудить к сдаче при осаде, — того, кому необходимо все труднодоступное, или довольствующегося тем, что легче всего можно встретить?                         |
| Живёшь ты, например, так, что даже ни один раб при таком образе жизни не остался бы у своего господина: еда у тебя и питьё самые скверные; гиматий ты носишь не только скверный, но один и тот же и летом и зимой; ходишь ты всегда босой и без хитона                   | …ты хулишь мой образ жизни, думая, что я употребляю пищу менее здоровую, чем ты, и дающую меньше силы? Или думаешь, что еду, которой питаюсь я, труднее достать, чем твою, потому что она более редка и дорога? Или думаешь, что кушанья, которые ты готовишь, тебе кажутся вкуснее, чем мои мне? … Что касается гиматиев, как тебе известно, меняющие их меняют по случаю холода и жара, обувь надевают, чтобы не было препятствий при ходьбе от предметов, причиняющих боль ногам: так видал ли ты когда, чтобы я из-за холода сидел дома больше, чем кто другой, или по случаю жара ссорился с кем-нибудь из-за тени, или от боли в ногах не шёл, куда хочу? |
| Денег ты не берёшь, а они доставляют радость, когда их приобретаешь, а когда владеешь ими, дают возможность жить и приличнее, и приятнее | …я, не беря денег, не обязан говорить, с кем не хочу, тогда как берущим деньги поневоле приходится исполнять работу, за которую они получили плату |
| …учителя внушают ученикам желание подражать им: если и ты хочешь внушить своим собеседникам такую мысль, то смотри на себя как на учителя злополучия | …не иметь никаких потребностей есть свойство божества, а иметь потребности минимальные — значит быть очень близким к божеству; но божество совершенно, а быть очень близким к божеству — значит быть очень близким к совершенству |
| …вещь, принадлежащую тебе, ты никому не отдашь не только даром, но даже и дешевле её стоимости, потому что знаешь, что она стоит денег. Отсюда ясно, что если бы ты и беседы свои считал имеющими хоть какую-нибудь ценность, то и за них брал бы не меньше их стоимости | красоту если кто продаёт за деньги кому угодно, того обзывают распутником; а если кто знает, что его любит человек благородный, хороший и делает этого человека своим другом, то мы считаем его нравственным. Точно так же, кто продаёт свои знания за деньги кому угодно, тех обзывают софистами; а кто, заметив в человеке хорошие способности, учит его всему хорошему, что знает, и делает своим другом, про того мы думаем, что он поступает, как следует доброму гражданину |
| …почему он, думая, что делает других способными к государственной деятельности, сам не занимается ею, если правда, что в ней смыслит | А в каком случае, Антифонт, я больше занимался бы государственными делами, — если бы один занимался ими, или если бы заботился, чтобы было как можно больше людей, способных заниматься ими? |

В диалоге Платона «Менексен» Сократ иронизирует над Антифонтом: «…любой обученный хуже меня, например тот, кто учился … риторике — у Антифонта из Рамнунта, был бы вполне в состоянии превознести афинян перед афинянами». Позднеантичный автор Диоген Лаэртский назвал Антифонта одним из главных критиков Сократа.

## Учение
Антифонт противопоставил «природу» (φύσις) и «закон» (νόμος), утверждая, что природа — это истина, а положительное право — мнение. Одно почти всегда антитетично другому. Так, к примеру, Антифонт подметил, что естественный принцип «не вредить другому» явно противоречит законодательно закреплённой обязанности давать честные свидетельские показания. Антифонт мыслил в парадигме других софистов о том, что законы защищают сильных, которые их создают в своих интересах для получения выгоды. Право, таким образом, следует воспринимать в первую очередь как творение человека. Одновременно Антифонт был в первую очередь не философом-теоретиком, а практиком. Более того, античная традиция приписала ему звание «первого логографа», то есть оплачиваемого сочинителя судебных речей. Он учитывал правовые и моральные нормы лишь в контексте воздействия на суд. Его речи прежде всего имели сугубо практическую цель оправдания либо осуждения. После досконального изучения судебной практики Древних Афин у Антифонта возникло понимание несостоятельности «закона». Он отмечал, что «в случае перенесения [дела] в суд у потерпевшего нет никакого особого преимущества перед причинившим [обиду] … успех зависит от того, насколько именно силён дар убеждения у того, кто обвиняет, у потерпевшего и у причинившего [несправедливость], ибо победа [на суде] достаётся и посредством речей». Исходя из несправедливой сути законодательства, Антифонт сделал другой практический вывод — следовать законам лишь тогда, когда находишься на виду.
При рассмотрении антитезы природа—закон Антифонт создал одну из первых в мире договорных теорий возникновения государства. По мнению философа, под «справедливостью» следует понимать «следование законам своего государства». Законы, в свою очередь, являются следствием «соглашения», в то время как веления природы возникают сами по себе. Декларируемой целью соглашения является личная безопасность всех участников договора. Однако, по сути, закон начинает подавлять индивидуальность. Более того, безопасность, которую человек получает от соглашения, мнимая. По сути, он постоянно испытывает опасность нарушить закон и понести наказание. При рассмотрении взаимоотношений государства и индивида Антифонт приходит к выводу, что государство много требует и мало даёт взамен. Философ не только постулировал проблему, но и предложил вариант решения. Антифонт считал, что для устранения противоречий между велениями природы и закона необходимо единомыслие. При одинаковом образе мыслей в группе людей потребуется минимум ограничивающих природу ограничений.
При противопоставлении природы и закона Антифонт подчёркивал, что природа первична. Она при любой возможность «срывает оковы»: «…если бы закопанная в землю деревянная кровать проросла, то выросло бы дерево, а не кровать». Примат природы над законом привёл философа к радикальной на тот момент мысли — отрицанию сословных и расовых привилегий. Он заявил, что все люди по природе равны. Философ не уточнил, в чём заключается и на чём основано это равенство. Предполагается, что люди равны только потому, что имеют одни и те же основные потребности. Идея о том, что грек такой же человек, как и варвар, была революционна для своего времени.
По всей видимости, Антифонт был сенсуалистом. Утверждение о том, что «невозможно разумом знать длину прежде, чем зрением видеть предмет», изначально отвергает теорию «врождённых» идей. Такой подход предполагает появление ещё одной антитезы: истины, которую можно постичь лишь путём непосредственного ощущения, и мнения, которое возникает благодаря разуму при размышлении. В своём сенсуализме и противопоставлении истины и мнения Антифонт был близок к теории элеатов о бытии.

## Сочинения

### «Об истине»

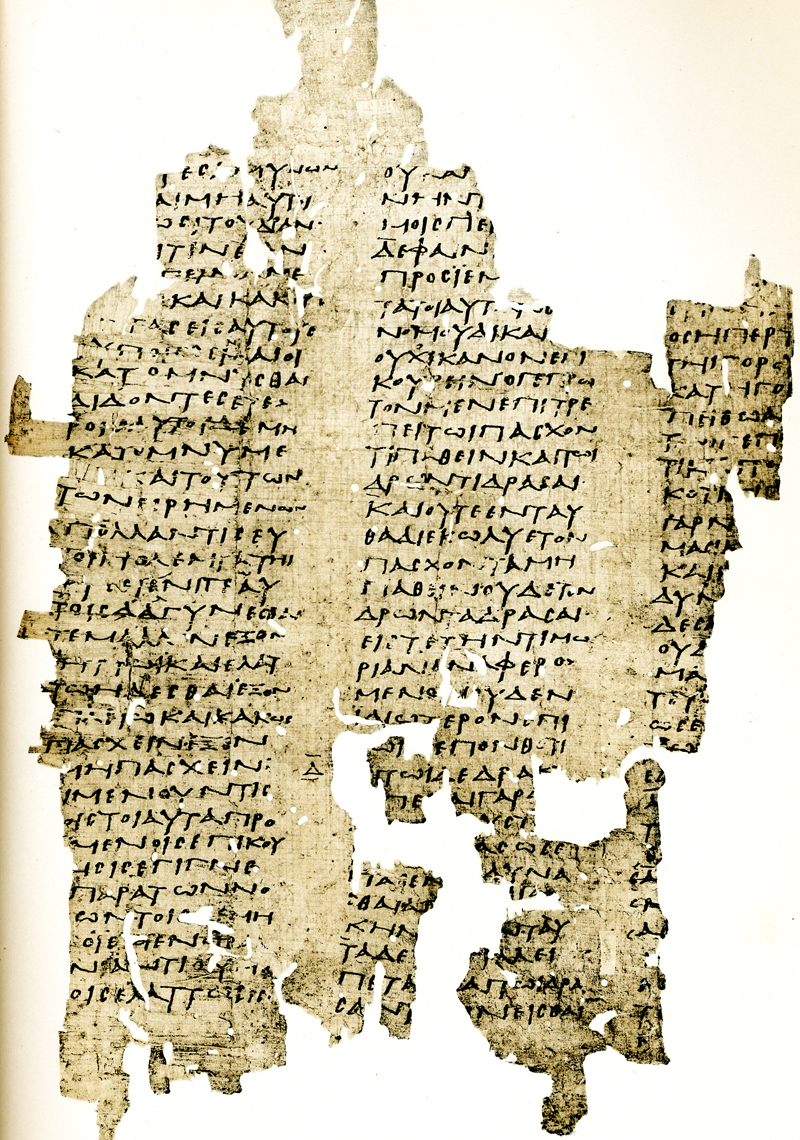
Оксиринхский папирус XI 1364, фрагмент с трактатом Антифонта «Об истине». Обнаружен в 1915 году, написан в III веке

Трактат «Об истине» был создан в 440-х годах до н. э. Согласно распространённому мнению, в этом трактате Антифонт противопоставляет законность и мораль, природу и закон, утилитаризм и релятивизм. Эти трактовки основаны на следующих фрагментах: «Предписания законов произвольны (искусственны), (веления же) природы необходимы», «Многие (предписания, признаваемые) справедливыми по закону, враждебны природе (человека)», «Что же касается полезных (вещей), то те из них, которые установлены (в качестве полезных) законами, суть оковы (для человеческой) природы, те же, которые определены природой, приносят (человеку) свободу».
Антифонт утверждал, что «по природе» все равны — как эллины, так и варвары. Подобный не характерный для современников гуманизм способствовал появлению в литературе мысли о демократизме Антифонта. «Повеления природы», в отличие от человеческих законов, нарушать нельзя, так как это чревато гибелью. К таким «повелениям» можно отнести дыхание и необходимость приёма пищи. Антифонт осуждает те законы, которые противоречат природе, невыгодны и бесполезны. Философ писал свой трактат в условиях демократических Афин. Его учениками были преимущественно аристократы. Аристократы были убеждены: «…дела человека прямо исходят из его личности, а личность наследуется от предков». Соответственно, по их мнению, благородный человек должен находиться над законом. Они, как и Антифонт, без уважения относились к народным собраниям, считали демократию порочным типом государственной власти.

### «О согласии»
Трактат «О согласии» был создан в 430-х годах до н. э. В нём Антифонт акцентирует внимание на дисциплине, порядке и повиновении законам. Автор выступает в нём приверженцем спартанских, а не афинских, реалий с их воспитанием и образом жизни.
Из трактата «О согласии» сохранились лишь некоторые фрагменты в изложении других авторов. В одном из них Антифонт разбирает два сценария брака — неудачный с самого начала и удачный. Он задаётся вопросом, что делать, если жена оказалась «неподходящей». Развод приведёт к появлению множества врагов среди бывших друзей, которыми на момент свадьбы были родственники жены. И вообще ситуация, когда предполагаемый источник наслаждений становится источником горестей, весьма тягостна. Также расставание чревато большими потерями. При разборе фрагмента его автор выглядит тем же жадным софистом, которого описал Ксенофонт в «Воспоминаниях о Сократе».
На первый взгляд трактаты «Об истине» и «О согласии» содержат диаметрально противоположные мысли. Возможно, речь идёт о трансформации взглядов автора, который «скатывался» от приверженца идей анархизма к реакционеру. Возможно, сочинения были предназначены для различных групп населения: «Об истине» — для политических единомышленников аристократов, «О согласии» — для широкого круга читателей. Второй трактат можно рассматривать как антидемократический памфлет по типу «Афинской политии» Псевдо-Ксенофонта.

### Судебные речи
В античности были известны 60 судебных речей Антифонта. Из них современные филологи признают подлинными, то есть принадлежавшими непосредственно Антифонту, около половины. Из них сохранились 15 речей, три из которых написаны для реальных судебных процессов: «Против мачехи», «Об убийстве Герода» и «О хоревте». Ещё 12 речей входят в так называемые «Тетралогии». Каждая из них состоит из четырёх речей — двух обвинительных и двух оправдательных. Они представляют собой пример риторических упражнений в школах ораторского искусства и философских сочинений софистов. В специальной литературе речи Антифонта принято обозначать латинскими цифрами от I до VI.
Судебные речи Антифонта являются важным источником для изучения законодательства и судопроизводства в Древних Афинах. Так, к примеру, на их основании было написано несколько посвящённых пыткам научных работ. На основании анализа речей Антифонта учёные пришли к выводу о существовании эгалитаристской идеологии в Афинах. Тело гражданина считалось неприкосновенным, в то время как гражданин мог властвовать над телами других. Пытка гражданина была запрещена, в то время как для рабов и неграждан считалась необходимой. При изучении судебных речей созданный С. Я. Лурье образ Антифонта, как первого противника и врага рабства, следует признать ошибочным. В одной из речей клиент Антифонта утверждает, что аргументы обвинителей слабы, к тому же они основаны лишь на показаниях одного раба, которого даже не пытали. Он, в свою очередь, готов предоставить для «правильного» допроса с пытками всех своих рабов.

#### I. «Против мачехи»
В этой судебной речи молодой юноша обвиняет свою мачеху в том, что она отравила отца. Обвинение в ложном убийстве было достаточно серьёзным и, в случае проигрыша, грозило неприятными последствиями для обвинителя. С точки зрения современного законодательства иск был бесперспективным, так как в нём отсутствуют какие-либо внятные доказательства. Рабыня, которая якобы влила яд по приказу мачехи под видом приворотного зелья, даже под пытками не выдала «заказчицу»; свидетели отравления отсутствовали, а само обвинение было основано на предположении, которое перед смертью высказал отец сыну.
Вердикт судей достоверно не известен. Возможно, именно о нём писал Аристотель в «Большой этике»: «Рассказывают, например, как одна женщина дала кому-то выпить любовный напиток (philtron) и человек потом умер от этого напитка, а женщина предстала перед ареопагом, однако была оправдана именно потому, что действовала без злого умысла: напоила из-за любви, но ошиблась. Убийство признали невольным, поскольку она давала любовный напиток без умысла погубить человека». При отсутствии доказательств речь преисполнена драматизма. Юноша требует покарать за смерть, молит судей о справедливости, представляет свой иск местью коварным и вероломным женщинам. Свою мачеху он сравнивает с Клитемнестрой, мифологической женой Агамемнона, которая вместе с любовником убила мужа. Себе, соответственно, он отводил роль Ореста, который отомстил за смерть отца.

#### II. Первая тетралогия
Первая тетралогия посвящена разбору умышленного убийства в ситуации, когда отсутствуют неопровержимые улики против обвиняемого. Рассмотрен случай, когда были убиты два человека. Перед смертью раненый слуга назвал имя убийцы. Так как никаких других доказательств вины обвиняемого нет, то обе стороны используют лишь умозаключения. Основная цель автора тетралогии — исследовать роль вероятных суждений в судебных речах. Вероятный вывод сводится к тому, что лишь неопровержимые факты являются приемлемыми доказательствами вины либо невиновности.

#### III. Вторая тетралогия
Предметом тетралогии является непредумышленное убийство. Выбранный пример для учебной тетралогии был достаточно популярен в античной литературе. Мальчик во время упражнений в метании дротика случайно убивает сверстника. Обвинители апеллируют к законам Драконта и требуют изгнания. Защита доказывает, что погибший ошибся в своих действиях и, оказавшись на пути дротика, сам себя убил. Убийца уже сам себя наказал, а метатель дротика невиновен. И защита, и обвинение постоянно используют внеправовые доводы. Они апеллируют к религиозным чувствам судей, которые могут покарать невиновного либо, напротив, навлечь проклятие на город за отсутствие отмщения за кровопролитие.
В этой тетралогии описана дилемма противоречия законности и справедливости. Как защита, так и обвинение подчёркивают, что любое решение будет законным. А вот справедливым ли — непонятно. Предметом заботы суда является выбор справедливого решения из двух одинаково законных решений.

#### IV. Третья тетралогия
В третьей тетралогии рассмотрен пример убийства в пьяной драке. В ней вопрос ответственности рассмотрен с точки зрения психологических факторов — потери самоконтроля, чувства аффекта. Так как смертельный удар был по своей сути ответом на удар пострадавшего, Антифонт задаётся вопросом, кто из сторон «более виновен» в содеянном.

#### V. «Об убийстве Герода»
В этой речи клиент Антифонта Евксифей, гражданин Митилены, защищается от обвинения в убийстве афинского гражданина-клеруха Герода. Родственники убитого пытаются сыграть на негативном отношении афинян к жителям Митилены после восстания 428—427 годов до н. э. Сам Евксифей, в силу своего молодого возраста, не мог участвовать в этих событиях, однако ему приходится оправдываться за отца: «Когда же весь город, отпав, принял дурное, ошибочное решение, поневоле со всем городом провинился и мой отец. Итак, мыслями своими он даже и при таких обстоятельствах всё равно был за вас, […] оставаясь в городе, не под силу ему было отстаивать своё мнение». Особенностью речи является то, что Антифонт защищает жителя союзного полиса от афинян. Здесь можно увидеть проявление общей позиции противников афинской радикальной демократии — борьбы с угнетением подвластных Афинам городов.

#### VI. «О хоревте»
Заказчиком речи был влиятельный и богатый афинский гражданин, возможно, даже соратник Антифонта. На него в 419/418 году до н. э. была возложена литургия (общественная повинность) подготовить хор мальчиков, которые должны были выступить на празднике Таргелии. Один из учителей в доме обвиняемого дал хористу микстуру для улучшения голоса. Однако лекарство оказалось ядом, и мальчик умер. После происшествия на хоревта подали в суд за непредумышленное убийство. Обвинительная речь не сохранилась. Возможно, в ней была красочно описана халатность выполнения хоревтом своих обязанностей. Защита выбрала совершенно другое направление. Сначала клиент Антифонта заявил, что не имеет к трагедии никакого отношения: «Они обвиняют исходя из тех соображений, что виновник — это тот, кто приказал мальчику выпить зелье или принудил его к этому, или дал ему питьё. А я исходя из тех же самых соображений, на основании которых они меня обвиняют, докажу, что не причастен ни к чему подобному: ведь я и не приказывал, и не принуждал, и не давал зелья. И прибавлю ещё к этому, что я даже не присутствовал, когда он пил. И если они говорят, что преступник — тот, кто приказал, то я не преступник: я не приказывал. И если они говорят, что преступник — тот, кто принудил, то я не преступник: я не принуждал. И если они давшего зелье называют виновным, то я невиновен: я ничего не давал». Далее обвиняемый переходит к наступательной тактике. Хоревт начал клеймить обвинителя, пытаясь доказать, что его действия имеют определённую подоплёку. Обвиняемый указывает, что неоднократно привлекал к суду инициаторов обвинения за причинение вреда Афинам. Иск, по мнению злополучного хоревта, представляет собой месть со стороны одного из непорядочных граждан.
Современникам ничего не известно о результате суда. Если бы хоревта признали виновным, то он подлежал бы изгнанию. Лишь прощение со стороны всех членов семьи мальчика могло бы позволить осуждённому остаться в городе. Ульрих фон Виламовиц-Мёллендорф подчёркивал политический контекст судебной речи. Хоревт и его обвинитель были представителями разных партий — аристократически-олигархической и демократической. В данном случае стороны выясняли собственные отношения, а смерть мальчика была лишь удобным поводом для инициирования судебного разбирательства.

## Математические достижения
Кроме философии и ораторского искусства, Антифонт занимался математическими проблемами. Ему принадлежит одна из попыток решения проблемы квадратуры круга. Аристотель писал, что её даже нет необходимости опровергать, так как она не основана на общих принципах геометрии. Согласно поздним комментаторам, Антифонт вписывал в круг некий многоугольник — треугольник или квадрат. Разделяя пополам дуги, соответствующие сторонам, он получал многоугольник с удвоенным числом сторон, то есть шести- или восьмиугольник, и т. д. Антифонт считал, что если подобным образом поступать неограниченное число раз, то мы получим такой многоугольник, который совпадёт с окружностью. Так как построить равновеликий многоугольнику квадрат является решаемой задачей, то таким же образом можно квадрировать и круг.
Антифонт был прав, что таким образом можно с достаточной для практических целей точностью создать равный кругу квадрат. Также были правы и его критики, утверждавшие, что многоугольник по определению не может совпасть с кругом.

## Оценки
Антифонта относят к «старшим софистам», которые за плату учили спорить, делать «слабейший аргумент сильнейшим». Изучение риторики и логики способствовало переходу направления развития человеческой мысли от изучения натурфилософии к новой эпохе критицизма, которая нашла отображение в философии Сократа и Платона. Противоположные оценки Антифонта современными учёными можно объяснить фрагментарной сохранностью его текстов. Одни исследователи воспринимают Антифонта адептом аморализма, вторые — космополитом-анархистом, третьи — бесстрастным социологом, так как его тексты содержат описание существующего положения дел, а не предписание поступать тем или иным образом.
В русле сократической литературы Антифонта рассматривают одним из оппонентов Сократа. Данная Ксенофонтом характеристика, которой придерживаются и ряд современных учёных, свидетельствует о жадности и беспринципности Антифонта. Вопросы истины и добродетели философа не интересовали. Действия он оценивал исключительно с точки зрения их полезности для самого человека. В данной системе «полезность» определялась конкретными благами либо их аналогом — деньгами. По современным оценкам, в «Законах» Платон критикует именно учение Антифонта, которое считает нечестивым: «Отсюда у молодых людей возникают нечестивые взгляды, будто нет таких богов, признавать которых предписывает закон. Из-за этого же происходят и смуты, так как каждый увлекает других к сообразному с природой образу жизни, а такая жизнь будто бы поистине заключается в том, чтобы жить, одерживая верх над другими людьми, а не находиться в подчинении у других согласно законам».
По мнению Лурье и других учёных, которые воспринимали Антифонта первым анархистом, философ жил в эпоху, когда аристократический государственный идеал уступал место новому демократическому. Тот, в свою очередь, также был далёк от идеального, так как предполагал господство богатых ремесленников и ловких дельцов. Антифонт дал практические советы относительно того, каким образом следует сохранять внутреннюю свободу и индивидуальность в условиях контроля со стороны государства. Анархизм Антифонта не был радикальным. Он не предполагал разрушения государства. Философ считал, что для достижения внутренней свободы необходимо досконально изучить право и судопроизводство. Тогда человек сможет оставаться внутренне свободным и жить согласно законам природы. При наличии соответствующих знаний он сможет легко обходить закон и избегать наказания.
Деятельность Антифонта-политика, одного из лидеров олигархического «переворота Четырёхсот», антидемократический характер трактата «О согласии» даёт основание утверждать, что «Антифонт выступал в защиту интересов средних земледельческих слоёв рабовладельческого общества».

## Публикации фрагментов сочинений
Собрание фрагментов из античных источников о жизни и учении Антифонта неоднократно публиковали во «Фрагментах досократиков» Г. Дильса и В. Кранца. Также они собраны в изданиях Унтерштайнера и Деклева Каиции На русском языке они были изданы под редакцией А. О. Маковельского в 1941 году, И. Е. Сурикова в 2010 году и Е. В. Афонасина в 2021 году.
Четвёртая тетралогия и речь «Об убийстве Герода» были впервые переведены на русский язык в 2015 году профессором И. Е. Суриковым.
Сочинения Антифонта публиковали в составе серии Loeb Classical Library — речи в томе 398, философские трактаты в томе 532. В серии Collection Budé риторические и философские сочинения Антифонта собраны в одном томе.

### Античные источники
- Аристотель. Сочинения в четырёх томах / Институт философии АН СССР. — М.: Мысль, 1983. — Т. 4. — (Философское наследие).
- Аристотель. Евдемова этика / Издание подготовила М. А. Солопова. — М.: ЦОП Ин. философии РАН, 2005. — С. 448. — (Философская классика). — ISBN 5-9540-0025-5.
- Диоген Лаэртский. О жизни, учениях и изречениях знаменитых философов / Редактор тома и автор вступительной статьи А. Ф. Лосев. — 2-е изд. — М.: Мысль, 1986. — (Философское наследие).
- Ксенофонт. Сократические сочинения. Киропедия / Переводы и статьи С. И. Соболевского, В. Г. Боруховича, Э. Д. Фролова. — М.: Ладомир, 2003. — 5100 экз. — ISBN 5-86218-197-0.
- Лисий. Речи / Пер., статья, коммент. С. И. Соболевского; предисл. Л. П. Маринович, Г. А. Кошеленко. — М.: Ладомир, 1994. — 373 с. — (Античная классика). — 10 000 экз. — ISBN 5-86218-124-5.
- Платон. Собрание сочинений в четырёх томах / Общая редакция А. Ф. Лосева, В. Ф. Асмуса, А. А. Тахо-Годи. Автор вступительной статьи и статей в примечаниях А. Ф. Лосев. — М.: Мысль, 1990. — Т. 1. — (Философское наследие). — ISBN 5-244-00451-4.
- Плутарх. Сравнительные жизнеописания в двух томах / Перевод С. П. Маркиша, обработка перевода для настоящего переиздания — С. С. Аверинцева, переработка комментария — М. Л. Гаспарова.. — 2-е изд. — М.: Наука, 1994.
- Псевдо-Плутарх. Жизнеописания десяти ораторов. simposium.ru. Дата обращения: 11 июля 2021.
- Фукидид. История. — М.: АСТ, Ладомир, 1999. — 736 с. — ISBN 5-86218-359-0.

### Современные исследования
- Антифонт // Философская энциклопедия / главный редактор Ф. В. Константинов. — М.: Советская энциклопедия, 1960. — Т. 1. — С. 74.
- Асмус В. Ф. Античная философия. — 3-е издание. — М.: Высшая школа, 1999. — 400 с. — ISBN 5-06-003049-0.
- Афонасин Е. В. Антифонт. Фрагменты и свидетельства // SCHOLE. Философское антиковедение и классическая традиция. — 2021. — Т. 15, № 1. — С. 386—421. — ISSN 995-4336.
- Ван дер Варден Б. Л. Пробуждающаяся наука. Математика Древнего Египта, Вавилона и Греции / перевод с голландского И. Н. Веселовского. — М.: Государственное издательство физико-математической литературы, 1959. — 6000 экз.
- Караваева С. В. Слово и дело в «Меморабилиях» Ксенофонта // Вестник Русской христианской гуманитарной академии. — 2020. — Т. 21, вып. 2. — С. 218—228. — ISSN 1819-2777. — doi:10.25991/VRHGA.2020.21.2.019.
- Кудрявцева Т. В. Афинская демократия и первые процессы по «жалобе на противозаконие» // Мнемон: Исследования и публикации по истории античного мира. — 2003. — № 2. — С. 89—116. — ISSN 1813-193X.
- Лебедев А. В. Антифонт // Античная философия: Энциклопедический словарь. — М.: Прогресс-Традиция, 2008. — 896 с. — ISBN 5-89826-309-0.
- Лебедев А. В. Антифонт // Новая философская энциклопедия : в 4 т. / пред. науч.-ред. совета В. С. Стёпин. — 2-е изд., испр. и доп. — М. : Мысль, 2010. — 2816 с.
- Лосев А. Ф. Софисты // История античной эстетики. — М.: Искусство, 1969. — Т. 2. Софисты. Сократ. Платон.
- Лурье С. Я. Антифонт — творец древнейшей анархической системы / Вступительная статья Д. И. Рублёва. — 2-е изд., доп. — М.: Книжный дом «ЛИБРОКОМ», 2009. — 168 с. — (Размышляя об анархизме). — ISBN 978-5-397-00752-8.
- Маковельский А. О. Софист Антифонт // Софисты (выпуск 2). — Баку: Азербайджанский Государственный Университет им. С. М. Кирова, 1941. — С. 33—55.
- Никитюк Е. В. Оратор Андокид и процессы по обвинению в нечестии в Афинах на рубеже V—IV вв. до н. э. // Вестник СПбГУ. — 1996. — № 2, 3. — С. 23—36.
- Поляков Д. Б. Протоанархизм в политическом сознании древности // Гуманитарный вектор. Серия: Философия, культурология. — Федеральное государственное бюджетное образовательное учреждение высшего профессионального образования Забайкальский государственный университет, 2015. — Вып. 42, № 2. — С. 12—17. — ISSN 2307-1826.
- Реале Дж., Антисери Д. Западная философия от истоков до наших дней. I. Античность. — СПб.: Петрополис, 1997. — 336 с. — ISBN 88-350-7271-9.
- Суриков И. Е. ANTIPHONTEA I. Нарративная традиция о жизни и деятельности оратора Антифонта // STUDIA HISTORICA. — 2006. — Вып. VI. — С. 40—68.
- Суриков И. Е. Antiphontea II. Антифонт-оратор и Антифонт-софист: два лица или всё-таки одно? // STUDIA HISTORICA. — 2007. — Вып. VII. — С. 28—44.
- Суриков И. Е. Antiphontea III. Друзья и враги Антифонта (просопографический этюд) // STUDIA HISTORICA. — 2008. — Вып. VIII. — С. 67—96.
- Суриков, И. Е. Сократ. — М.: Молодая гвардия, 2011. — 384 с. — (Жизнь замечательных людей). — 5000 экз. — ISBN 978-5-235-03455-6.
- Суриков И. Е. Судьба оппозиционного интеллектуала: афинянин Антифонт — оратор, софист, правовед, политик // Вестник древней истории. — 2014. — Вып. 289, № 2. — С. 13—33. — ISSN 0321-0391.
- Суриков И. Е. Антифонт. Речи. Вступительная статья, перевод с древнегреческого и комментарии // Вестник древней истории. — 2015. — Вып. 294, № 3. — С. 250—261. — ISSN 0321-0391.
- Тахтаджян С. А. Характеристика Клеарха в «Анабасисе» Ксенофонта: скрытая полемика с Антифонтом? // Вестник Санкт-Петербургского университета. Серия 9. Филология. Востоковедение. Журналистика. — 2007. — № 3. — С. 15—25. — ISSN 1813-1921.
- Тахтаджян С. А. Отношение Антифонта к деньгам: Ксенофонт. Меморабилии 1, 6 // Мнемон. Исследования и публикации по истории античного мира. — 2015. — Вып. 15. — С. 403—411.
- Федотова О. А. Договорная теория возникновения государства и права (старшие софисты) // Вестник Ленинградского государственного университета им. А. С. Пушкина. — 2010. — Т. 4, № 1. — С. 210—216. — ISSN 1818-6653.
- Чалаби Б. Ф. Dike и закон в сочинениях Антифонта рамнунтского // Труды Института государства и права Российской академии наук. — 2013. — № 2. — С. 92—104. — ISSN 2073-4522.
- Dover K. J. The Chronology of Antiphon's Speeches (англ.) // The Classical Quarterly. — Cambridge University Press, 1950. — Vol. 44, no. 1—2. — P. 44—60. — JSTOR 637070.
- Erbse H. Über Antiphons Rede Über den Choreuten (нем.) // Hermes. — Franz Steiner Verlag, 1963. — Bd. 91. — S. 17—35. — JSTOR 4475233.
- Gagarin M. The Ancient Tradition on the Identity of Antiphon (англ.) // Greek, Roman, and Byzantine Studies[англ.]. — 1990. — Vol. 31. — P. 27—44.
- Gagarin M. Antiphon the Athenian: Oratory, Law, and Justice in the Age of the Sophists (англ.). — Austin: University of Texas Press, 2002. — ISBN 0-292-72841-7.
- Nails Debra[англ.]. Antiphon of Rhamnous // The people of Plato: a prosopography of Plato and other Socratics (англ.). — Indianapolis, IN: Hackett Publishing Company, Inc.[англ.], 2002. — P. 32—34. — ISBN 0-87220-564-9.